# Blepharodes cornutus
Blepharodes cornutus är en bönsyrseart som först beskrevs av Schulthess 1894.  Blepharodes cornutus ingår i släktet Blepharodes och familjen Empusidae.

## Underarter
Arten delas in i följande underarter:
- B. c. minor
- B. c. cornutus